# Acrometopa
Acrometopa is een geslacht van rechtvleugeligen uit de familie sabelsprinkhanen (Tettigoniidae). De wetenschappelijke naam van dit geslacht is voor het eerst geldig gepubliceerd in 1853 door Fieber.

## Soorten
Het geslacht Acrometopa omvat de volgende soorten:
- Acrometopa cretensis Ramme, 1927
- Acrometopa servillea Brullé, 1832
- Acrometopa syriaca Brunner von Wattenwyl, 1878